# Elezioni politiche nell'Amministrazione fiduciaria italiana della Somalia del 1959
Le elezioni amministrative dell'Amministrazione fiduciaria italiana della Somalia si svolsero l'8 marzo 1959, le ultime prima dell'indipendenza del Paese. Il Partito Costituzionale Indipendente Somalo e la Lega della Grande Somalia boicottarono le elezioni. Il risultato fu una vittoria per la Lega dei Giovani Somali, che vinse 83 dei 90 seggi nel Consiglio legislativo allargato, nonostante il numero di voti del partito sia passato da 333.820 a 237.134.

## Risultati
| Partito                                    | Voti    | %     | Seggi | +/−   |
| ------------------------------------------ | ------- | ----- | ----- | ----- |
| Lega dei Giovani Somali                    | 237.134 | 75,58 | 83    | +40   |
| Partito Costituzionale Indipendente Somalo | 40.857  | 13    | 5     | Nuovo |
| Partito Liberale                           | 35.769  | 11,4  | 2     | Nuovo |
| Total                                      | 313.760 | 100   | 90    | +20   |
| Fonte: Nohlen et al.                       |         |       |       |       |